# Matúš Kostolný
Matúš Kostolný (ur. 1975) – słowacki dziennikarz, od 2006 roku redaktor naczelny dziennika „Sme”. 
Pracę w piśmie „Sme” podjął w 1994 roku. Początkowo współpracował z działem zagranicznym gazety – był jego redaktorem i redaktorem naczelnym. Od 2005 roku pełnił obowiązki zastępcy redaktora naczelnego, nadzorował dodatki Auto-Moto, Poczytajcie, Wiedza i Zdrowie. W październiku 2006 stanął na czele redakcji gazety. 
Od 2015 jest redaktorem naczelnym pisma „Denník N”.